# 葛格·麥克林
葛格·麥克林（英語：Greg McLean）是一名澳大利亞導演、編劇、演員和製片人。2005年，他憑藉首部電影《鬼哭狼嚎》和創作恐怖角色米克·泰勒（Mick Taylor，由約翰·賈瑞特飾演）聞名，之後於2013年推出續集《鬼哭狼嚎2》、2016年至2017年間推出衍生電視劇。

## 作品列表

### 電影
| 年份 | 標題             | 導演 | 製片 | 編劇 | 附註                         |
| ---- | ---------------- | ---- | ---- | ---- | ---------------------------- |
| 2001 | 《》             | 是   | 是   | 是   | 短片                         |
| 2005 | 《鬼哭狼嚎》     | 是   | 是   | 是   | 兼演員：「老人的身體和警察」 |
| 2007 | 《凶鱷》         | 是   | 是   | 是   |                              |
| 2009 | 《現實邊緣》（The Edge of Reality） | 否   | 執行 | 否   | 短片                         |
| 2010 | 《月正當中》     | 否   | 執行 | 否   |                              |
| 2012 | 《绝命空间》     | 否   | 執行 | 否   |                              |
| 2013 | 《鬼哭狼嚎2》    | 是   | 是   | 是   |                              |
| 2015 | 《萬聖夜怪譚》   | 否   | 否   | 否   | 演員：「雷·畢曉普」（Ray Bishop）      |
| 2016 | 《黑暗來臨》     | 是   | 執行 | 是   |                              |
| 2016 | 《暴乱之后》     | 否   | 執行 | 否   |                              |
| 2016 | 《辦公室大狂殺》 | 是   | 否   | 否   |                              |
| 2016 | 《本·霍尔传奇》  | 否   | 執行 | 否   |                              |
| 2017 | 《逃出亞馬遜》   | 是   | 是   | 否   |                              |

### 電視
| 年份      | 標題               | 導演 | 執行製片人 | 編劇 | 附註 |
| --------- | ------------------ | ---- | ---------- | ---- | ---- |
| 2016-2017 | 《鬼哭狼嚎》       | 是   | 是         | 是   | 3集  |
| 2020      | 《塔斯马尼亚谜案》 | 是   | 否         | 否   | 4集  |
| 2020      | 《花有重开日》     | 是   | 否         | 否   | 3集  |
| 2021      | 《陷落原始地》     | 是   | 否         | 否   | 1集  |

## 外部連結
- 葛格·麥克林在互联网电影资料库（IMDb）上的資料（英文）